# Xã Bremen, Quận Wells, Bắc Dakota
Xã Bremen (tiếng Anh: Bremen Township) là một xã thuộc quận Wells, tiểu bang Bắc Dakota, Hoa Kỳ. Năm 2010, dân số của xã này là 47 người.